# Берто, Мартен
Марте́н Берто́ (фр. Martin Berteau; 1708, Валансьен — 23 января 1771 года, Анже) — французский виолончелист, композитор и педагог.

## Биография
Первоначально учился в Германии игре на виоле да гамба, однако затем, услышав выступление итальянского музыканта Франчискелло на виолончели, перешёл на этот новый инструмент.
В 1739 году впервые выступил как солист в парижских «Духовных концертах», имел большой успех и в дальнейшем считался выдающимся, гениальным исполнителем, основоположником французской виолончельной школы. Значительно развил технику исполнительства, написал несколько концертов и сонат.
Как музыкальный педагог, воспитал ряд заметных учеников, в том числе первого профессора виолончели в Парижской консерватории Жана-Батиста Жансона; давал уроки также и дофину Франции.